# Тенгу
Тенгу (јапански: 天狗, „небески пас“) су врста легендарног створења из јапанске народне религије. Сматрају се врстом јокаи-а (натприродних бића) или шинто ками-а (богова). Иако су своје име добили по кинеском демону налик на псе (Тиангоу), првобитно се сматрало да тенгуи имају облике грабљивих птица, а традиционално су приказани како са људским тако и птичјим карактеристикама. Најранији тенгуи су сликани са кљуновима, али ова се карактеристика често хуманизовала као неприродно дугачак нос, што се данас у народној машти увелико сматра дефиницијом тенгуа.
Будизам је дуго сматрао да су тенгу разорни демони и претече рата. Њихова слика их је, међутим, постепено омекшала у заштитне духове планина и шума. Тенгуи су повезани са аскетском праксом Шугендо, а обично су приказани у хали његових следбеника, јамабушија.

## Лик
Тенгуи у уметности се појављују у различитим облицима. Обично се налази негде између велике, монструозне птице и потпуно антропоморфизованог бића, често са црвеним лицем или необично великим или дугим носом. Рани прикази тенгу приказују их као бића налик змају која могу попримити облик човека, често задржавајуц́и птичја крила, главу или кљун. Чини се да је дугачки нос тенга замишљен у 14. веку, вероватно као хуманизација првобитног птичијег кљуна.  Ова карактеристика их повезује са Сарутахико Оками, који је у тексту из Нихон Шоки описан са сличним носом који мери седам распона руку. На сеоским фестивалима ове две фигуре су често представљене идентичним црвеним маскама са фаличним носем.
Неке од најранијих приказа тенга појављују се у јапанским исликаним свитцима, попут Тенгузоши Емаки (天狗草子絵巻), осликане  1296.године, који пародира свештенике високог ранга, дајуц́и им јастребов кљун попут тенгу демона.
Тенгу се често представљају како попримају облик свештеника. Почев од 13. века, тенгу се посебно повезује са јамабушијем, планинским аскетима који практикују Шугендо. Асоцијација је убрзо пронашла свој пут у јапанској уметности, где се тенгу најчешће приказује у јединственој ношњи јамабуши-ја, која укључује препознатљиву мараму за главу која се зове токин и помпом појас (結袈裟).  Због њихове свештеничке естетике, често су приказани како држе какхару, посебан штап које користе будистички монаси, а на јапанском се назива шакуџо.
Тенгу се обично приказују како држе чаробни пернату лепезу (羽団扇 хаучива). У народним причама ове лепезе понекад имају могућност да повећају или смање човеков нос, али обично им се приписује моћ да узбуркају велике ветрове. Уз тенгуа могу бити повезани и различити други необични додаци, као што је врста високе, једнозубе сандале од гете који се често назива тенгу-гета.

## Порекло
Израз тенгу и карактери који се користе за његово писање су узети од имена жестоког демона из кинеског фолклора званог тиангоу. Кинеска литература овом створењу додељује разне описе, али најчешће је то жестоко и антропофагно псеће чудовиште које подсећа на звезду падалицу или комету. Прави буку попут грома и доноси рат где год падне. Један извештај из Шу Ии Ји (述異記, „Збирка бизарних прича“), написан 1791. године, описује тианго налик на пса са оштрим кљуном и усправним држањем, али обично тиангоу имају малу сличност са својим јапанским колегама .
Углавном се сматра да 23. поглавље Нихон Шоки-а, написано 720. године, садржи прво забележено спомињање тенгу-а у Јапану. У овом извештају се појављује велика звезда падалица и будистички свештеник је идентификује као "небеског пса", и слично као Кинески тиангоу, звезда претходи војном устанку. Иако се у тексту користе кинески знакови за тенгу, пратец́и фонетски карактере фуригане дају читање као аматсугицуне (небеска лисица). М. В. де Висер нагађао је да рани јапански тенгу може представљати скуп два кинеска духова: тиангоуа и лисице који се називају хули јинг.
Како се тенгу из паса метеора претворио у човека птица, није јасно. Неки јапански учењаци подржали су теорију да лик тенгу-а произилази из божанства хиндуистичког орла, Гаруде, који је у будистичкој скрипти плурализован као једна од главних раса нечовечних бића. Попут тенгу-а, гаруда се често приказује у облику човека с крилима и птичијим кљуном. Чини се да је назив тенгу написан уместо назива гаруда у јапанској сутри званој Емио Јизо-кио (延命地蔵経), али то је вероватно написано у периоду Едо, дуго након што је тенгуа слика успостављена. Барем једна рана прича у Коњаку Моногатари описује тенгу који односи змаја, који подсец́а на свађу гаруда са нага змијама. С друге стране, међутим,  оригинално понашање тенгу-а се знатно разликује од понашања гаруда, који су генерално пријатељски расположени према будизму. Де Висер је нагађао да тенгу може потицати од древног шинтолошког птичјег демона који је синтетизован и са гарудом и са тиангоном када је будизам стигао у Јапан. Међутим, нашао је мало доказа који би подржали ту идеју.
Каснија верзија Кођикија, древног јапанског историјског текста, пише име Аманозако, монструозног женског божанства рођеног из свирепости бога Сусаноа, а карактери значе тенгу божанство (天狗神). У књизи је Аманозако описана као бесно биц́е које је способно да лети, са телом човека, главом звери, дугим носом, дугим ушима и дугим зубима који могу да жваћу кроз мачеве. Књига из 18. века названа Тенгу Меигико (天狗名義考) сугерише да је ова богиња можда истински претходник тенгу-а, али датум и аутентичност Кођики-а, и посебно овог издања, остају спорни.

## Зле силе и бесни духови
Коњаку Моногатарисху, збирка прича објављених у касном хеиан периоду, садржи неке од најранијих прича о тенгу, где су вец́ окарактерисани као што би били кроз векове који долазе. Ови тенгу су проблематични противници будизма, који побожне доводе у заблуду с лажним сликама Буде, одводе монахе и бацају их на забачена места, запоседају жене у покушају да заведу свете мушкарце, пљачкају храмове и обдарују оне који их обожавају нечасним моц́има. Често се прерушавају у свештенике или монахиње, али њихов прави облик изгледа као змај.
Током 12. и 13. века, наставили су извештаји о тенгу који је покушавао да створи проблеме у свету. Тада су били успостављени као духови љутих, узалудних или херетичких свештеника који су пали на „тенгу-царство “ (天狗道, тенгудо). Почели су да запоседају људе, посебно жене и девојке, и говоре кроз њихова уста (китсунетсуки). И даље непријатељи будизма, демони су такође скренули пажњу на краљевску породицу. Којидан говори о запоседнутој царици, а Окагами извештава да је цара Сањуо ослепео због тенгу-а, дух свештеника који је мрзео  престо.
Један злогласни тенгу из 12. века и сам је био дух цара. Хоген Моногатари приповиједа о цару Сутокуу којег је отац присилио да напусти престо. Када је касније подигао установу Хоген како би земљу вратио од цара Го-Ширакава, поражен је и прогнан у провинцију Сануки у Схикокуу. Према легенди, умро је у мукама, заклевши се да ц́е прогонити нацију Јапана као гневни демона, и тако постао страшан тенгу са дугим ноктима и очима попут змаја.
У причама из 13. века, тенгу су почели да отимају младе младиц́е, као и свештенике, на које су увек циљали. Дечаци су се често врац́али, док би свештенике проналазили везане за врхове дрвец́а или друга висока места. Све жртве тенгу-а, међутим, вратиле би се у стање скоро смрти или лудила, понекад и кад би биле преварене да једу животињски гној.
Тенгу у овом периоду често су замишљени као духови арогантних, и као резултат тога створења су постала снажно повезана са таштином и поносом. Данас се јапански израз тенгу ни нару („постаје тенгу“) још увек користи за опис умишљене особе.

## Велики и мали демони
У Генпеи Јосуики, написаном у касном Камакура периоду,Бог се појављује Го-Шракава и даје детаљан приказ духова тенгу. Каже да падају на тенгу пут јер, као будисти, не могу да иду у пакао, а као људи са лошим принципима, они такође не могу иц́и на небо. Он описује појаву различитих врста тенгу: духови свештеника, сестара, обичних мушкараца и обичних жена, сви који су у животу поседовали претерани понос. Бог уводи појам да нису сви тенгу једнаки; учени људи постају даитенгу (大天狗 већи тенгу), али незналице постају котенгу (小天狗мали тенгу).
Даитенгу се чешће приказују у облику сличном људском него њих поданици, а због дугих носа могу их назвати и ханатакатенгу (鼻高天狗 дугоноси тенгу). Котенгу се може приказати вишекао  птица. Они се понекад називају и Карасу-Тенгу (烏天狗врана тенгу), или коппа- или коноха-тенгу (木葉天狗 木の葉天狗лишц́е тенгу). Иноуе Енрио описао је две врсте тенгу-а у свом Тенгурону: велики даитенгу и мали, коноха-тенгу у облику птица који живе на дрвец́у криптомерије. Коноха-тенгу се примец́ују у књизи из 1746. године под називом Шококу Ријин Дан (諸国里人談), попут птица створења с распоном крила два метра  која су виђена како хватају рибу у реци, али се то име ретко појављује у литератури.
Створења која не одговарају класичној слици птица или јамабушија понекад се називају тенгу. На пример, тенгу у обличју алкохолних пицћа може се звати гухин (повремено написан кухин) (狗賓пасји гости), али ова реч се може односити и на тенгу са пасјим устима или на друге карактеристике. Људи из префектуре Коцхи на Шикоку верују у створење звано шибатен или шибатенгу (シバテン, 芝天狗пољски тенгу), али ово је мало детињасто биц́е које воли сумо рвање и понекад пребива у води, а обично се сматра једним од многих врсте каппа.  Још један тенгу у води је каватенгу (川天狗речни тенгу) у подручја Токија. Ово створење се ретко виђа, али верује се да ствара чудне ватрене кугле и представља сметњу рибарима.